# Världsutställning

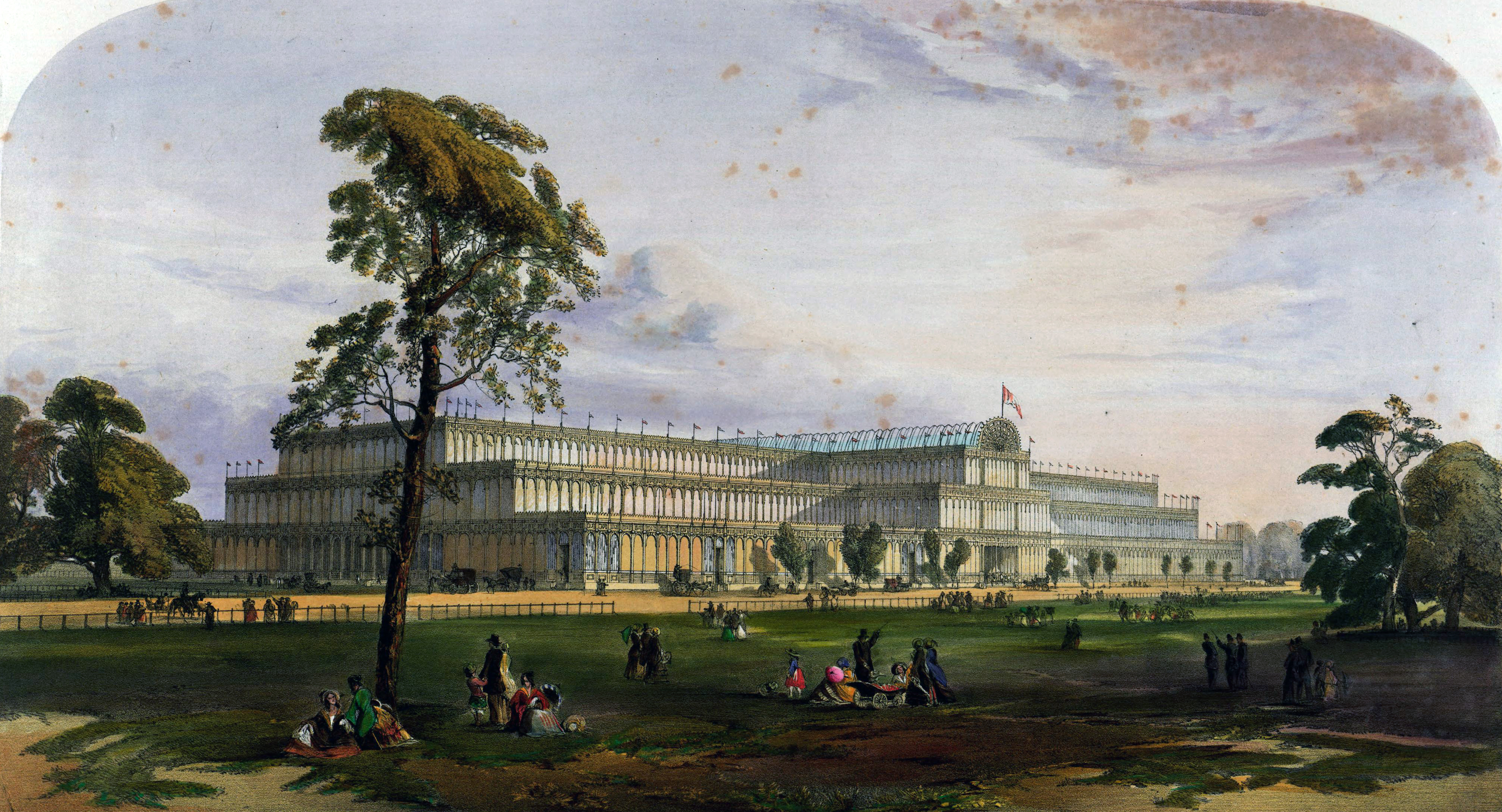
Londonutställningen i Hyde Park 1851.

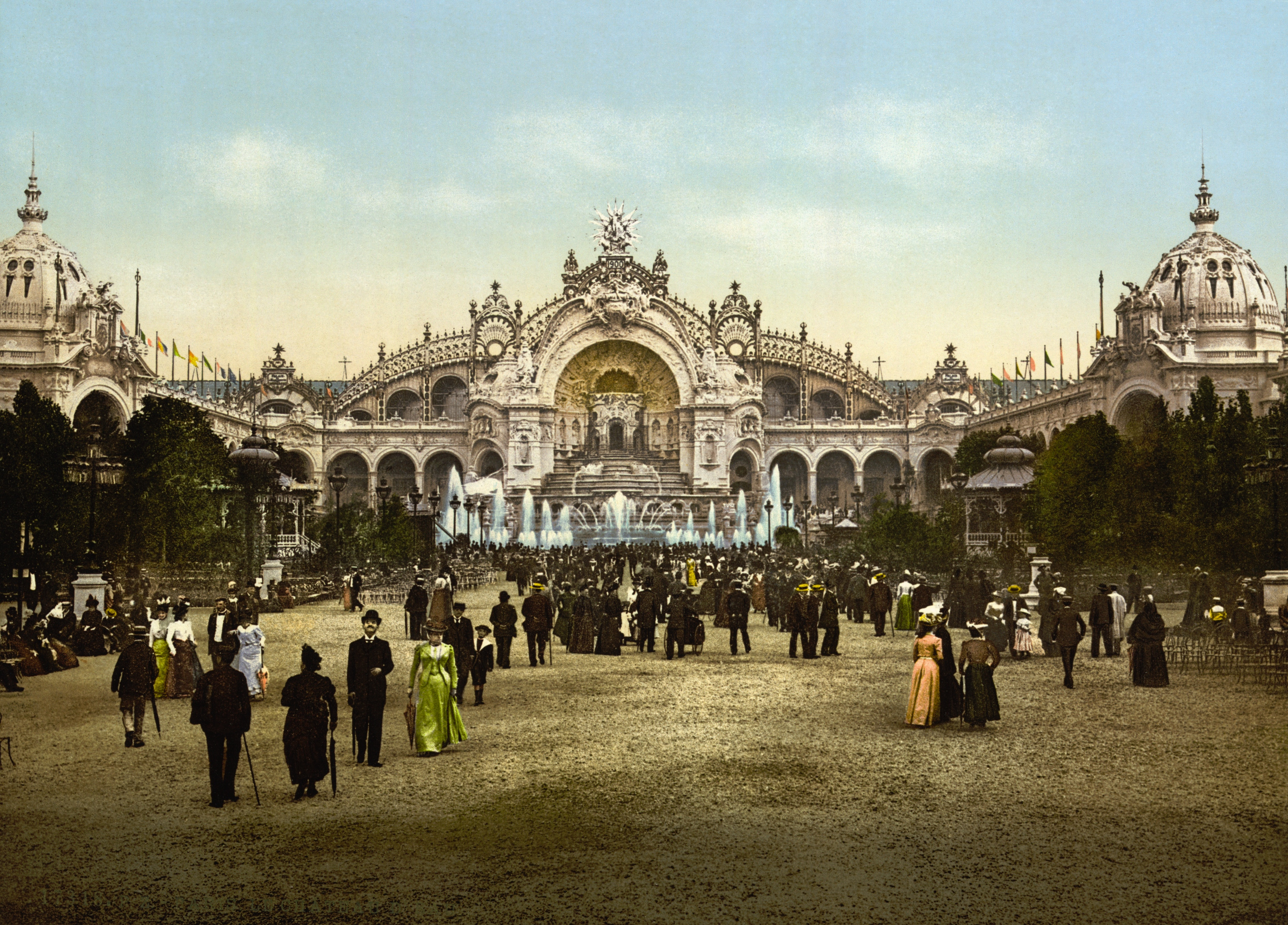
Exposition Universelle 1900 i Paris.

En världsutställning är en internationell utställning av bland annat hantverks- och industriprodukter, teknik, arkitektur och konst. 

## Historia
Huvudsaken var i början att främja industriell och ekonomisk utveckling. I en tid då kommunikationerna ännu var outvecklade – det fanns knappt järnväg, ingen telefon eller telegraf, endast tidningar – fanns ett stort behov av att skapa ett forum där alla kunde mötas, för att skapa internationella handelskontakter, presentera uppfinningar och tekniska innovationer, ta hem idéer och andra nyttigheter. Den första världsutställningen ägde rum i London 1851 efter en "tävlan" mellan Frankrike och Storbritannien om vem som skulle komma först med en internationell utställning. År 1849 ordnade Frankrike en stor industriutställning i Paris, men de vågade inte ta steget fullt ut till en internationell utställning eftersom de var rädda för den brittiska konkurrensen. England blev först, tack vare drottning Victorias gemål Prins Albert och hans samarbetspartner i arbetet, Sir Henry Cole. Londonutställningen, "The Great Exhibition" var inrymd i det för ändamålet uppförda Kristallpalatset i Hyde Park. Byggnaden inspirerade och utgjorde startskottet till extensiv byggnadskultur i glas och järn i världens metropoler i form av varuhus, vinterträdgårdar, så kallade Passager (skulle idag kallas shoppingmall) och liknande. Londonutställningen blev en kulturell och industriell brytpunkt för 1800-talets Europa. Utställningen besöktes av 6 miljoner människor vilket på den tiden var en ansenlig siffra. Sedan dess har besökarantalet bara stigit och räknats i tiotals miljoner.
År 1928 grundades Internationella utställningsbyrån, Bureau International des Expositions (BIE) som en mellanstatlig organisation med säte i Paris för samordning, reglering och tillsyn av världsutställningar. Det är också BIE som väljer värdland. I organisationen finns 168 medlemsländer representerade. Världsutställningar äger nuförtiden rum vart femte år men under mellantiden görs andra mindre utställningar runt om i världen i BIE:s regi. Så har det varit från första början. De "riktiga" stora världsutställningarna är försedda med en asterisk (*)  efter årtalet i listan nedan. Alla övriga här listade, och många fler här icke listade, ville gärna kalla sig världsutställning men tillhör inte de "officiella".
Utställningarnas ekonomiska betydelse avtog under 1900-talet då många andra kommunikationsformer och transportmedel hade utvecklats. Den kulturella betydelsen har dock fortsatt till dags dato med oförminskad styrka. Efter en nedgång efter andra världskriget och en rejäl svacka mellan Osaka 1970 och Sevilla 1992 (ingen utställning) är världsutställningarna återigen oerhört populära; under 2000-talet har besökarantalet på utställningarna nått upp till över 100 miljoner besökare. Efter Sevilla blev utställningarna på nytt också intressanta för industrierna, närmast i marknadsföringssyfte.

## Vad som förevisades
Det var under 1800-talets senare hälft som världsutställningarna, eller expositionerna som de också kallas, kom att få stort inflytande. Dels på kulturlivet och på industrins område likaså på teknikens utveckling och arkitekturen, men också på själva idén om hur civilisationen och det moderna livet skulle gestaltas, uttryckas och göras meningsfullt. Utställningsområdet kunde vara stora som mindre städer där besökarna mötte en mångfald av varierande byggnader såsom restauranger, barer, kaféer och liknade. Där fanns också montrar och interiörer som visade upp olika aspekter av seklets kulturella och sociala historia. Föremålen framstod som symboliska manifestationer av industriell utveckling.
Typiskt för dessa utställningar var att utvecklingstanken och den framtidsoptimism som präglade utställningarna hade sin grund i de materiella framstegen, vilka betraktades som en konsekvens av det mänskliga förnuftet. På utställningsområdet förverkligades idén om moderniteten och storstaden som livsrum.
. Världsutställning utgjorde en möjlighet för besökarna att praktisera det urbana livet.
Tendensen var uppfostrande där moralisk överlägsenhet knöts till det moderna projektet och hur långt ett samhälle kommit på civilisationsskalan. Därför blev också världsutställningarna en sorts kulturell tävlan mellan stater där besökarna skulle uppfostras och integreras i ett nytt slags samhälle. Denna mikrovärld fick representera en större totalitet. Det fanns även en tendens att foga in nationens symboliska historier i sammanhanget. Exempelvis Världsutställningen i Chicago 1893 som firades samtidigt som fyrahundraårsjubileet av Christoffer Columbus landstigning, och utställningen i Philadeplhia 1876 firade Amerikas förenta staters tillblivelse. 
Utställningarna hade en ambition att visa upp hela världen, inte bara det egna landets tekniska triumfer utan också prestigefyllda samlingar från koloniala erövringar, konst, och inhemsk folkkultur.   
Utifrån detta antagande pekar historiker på att världsutställningarna har haft stor betydelse för att forma det moderna förnuftet och hur detta reflekteras i olika samhällsdelar, inte minst i det förändrade stadslandskapet. Därmed har också utställningarna haft betydelse för identitetsbildning. Det visar hur attityder och tankesätt ofta blir konkreta genom skapandet av materiella rum, genom den materiella kulturen och de miljöer som den uppträder i. Samtidigt är det alltså särskilda grupper som haft representationsföreträde som legitimerats i utställningarnas aura av offentlighet.
Typiskt för världsutställningar är de visuellt anslående byggnaderna som upprättas på området genom ny innovativ arkitektur. Det var ju ingenjörskonstens underverk som skulle visas upp. En del av dessa byggnader blev bestående, exempelvis Eiffeltornet och Grand Palais i Paris eller Seattles Space Needle från 1962.  En mycket central aspekt i utställningarna var de nationella paviljongerna, som introducerades vid Parisutställningen 1867. Avsikten var att nationerna skulle visa upp sina nationella särdrag både i arkitekturen och interiörerna. På denna tid hade det blivit populärt att särskilja inte bara nationer utan också folk och folkslag med hjälp av nationella "särdrag". Rasbiologin hade börjat göra sig gällande i Europa och spreds som en löpeld i kulturkretsar från 1870-talet framåt. Folkdräkter, seder och bruk visades upp. 1855 i Paris var det redan populärt med sk. genremåleri inom konsten, dvs "folket" började avbildas. Bondstugeinteriörer blev populära också i form av "dioramer" (realistiska tredimensionella tablåer, ofta med människodockor i naturlig storlek). Sådana bondstuge-dioramer ställde Sverige som första land ut i Paris 1867.Textiler, möbler, husgeråd och konsthantverk ingick i konceptet i de nationella paviljongerna. Nationella stilar inom konstindustrin började utvecklas på allvar till världsutställningen i Wien 1873. Kort därefter grundades Svenska Handarbetets Vänner och också  Finska handarbetets Vänner för att främja nationell stil inom textilhantverket.
Ett syfte med världsutställningarna, som uttrycks av BIE, är att verka för bildning, att visa och dela uppfinningar, främja teknisk och industriell utveckling och möjliggöra globalt samarbete. Utställningarna organiseras av ett värdland som bjuder in andra länder och företag, internationella organisationer, privata aktörer och allmänheten. På utställningsområdet pågår en hel uppsättning aktiviteter. Det kan röra sig om specifika utställningar, diplomatiska möten, affärsmöten, publika debatter och liveshower av olika slag.

## Nutid
Även om manifesterande av teknik och nationell prestige inom olika områden fortfarande har betydelse för dagens världsutställningar har de blivit globala storskaliga fenomen, en marknad för intellektuell stimulans, för näringsliv och politik, för sammanslutningar och diplomatiska relationer. De har blivit plattformar för diskussion och samarbete kring tidens universella problem och utmaningar, som miljön eller fattigdom.
Tanken är att hela världen retoriskt ska sluta sig bakom ett motto. I Milano 2015 var mottot "Feeding the planet, energy for life".

## Världsutställningar
Yta, deltagande stater och antal besökare enligt 1000 Daten und Fakten:
| År      | Ort                             | Namn                                                                                          | Yta (i hektar) | Deltagande nationer | Antal besökare (i miljoner) | Signaturbyggnad/ Innovation                                                 |
| ------- | ------------------------------- | --------------------------------------------------------------------------------------------- | -------------- | ------------------- | --------------------------- | --------------------------------------------------------------------------- |
| 1851*   | London, England                 | Great Exhibition of the Works of Industry of All Nations                                      | 10,4           | 28                  | 6,0                         | Crystal Palace                                                              |
| 1853    | New York, USA                   | Exhibition of the Industry of All Nations                                                     |                |                     |                             |                                                                             |
| 1853    | Dublin, Irland                  | Great Industrial Exhibition 1853                                                              |                |                     |                             |                                                                             |
| 1855*   | Paris, Frankrike                | Exposition Universelle                                                                        | 15,2           | 31                  | 5,2                         | aluminium, Industripalatset i järn                                          |
| 1862    | London, England                 | International Exhibition 1862                                                                 | 12,5           | 36                  | 6,1                         | symaskin, linoleum                                                          |
| 1867*   | Paris, Frankrike                | Paris International 1867                                                                      | 68,7           | 42                  | 11,0                        | gaslampa, förbränningsmotor                                                 |
| 1873*   | Wien, Österrike                 | Weltausstellung 1873 Wien                                                                     | 233            | 35                  | 7,3                         | Rotundan, dynamit                                                           |
| 1874    | Dublin, Irland                  | Centennial Exposion                                                                           |                |                     |                             |                                                                             |
| 1876*   | Philadelphia, Pennsylvania      | Centennial Exposition                                                                         | 115            | 35                  | 10,2                        | telefon, skrivmaskin, fonograf                                              |
| 1878*   | Paris, Frankrike                | Exposition Universelle 1878                                                                   | 75             | 36                  | 16,2                        | båglampa, kylskåp                                                           |
| 1883    | Amsterdam, Nederländerna        | International Colonial and Export Exhibition                                                  |                |                     |                             |                                                                             |
| 1884    | New Orleans, Louisiana, USA     | World Cotton Centennial                                                                       |                |                     |                             |                                                                             |
| 1885    | Antwerpen, Belgien              | Exposition Universelle d'Anvers                                                               |                |                     |                             |                                                                             |
| 1886    | London, England                 | Colonial and Indian Exhibition 1886                                                           |                |                     |                             |                                                                             |
| 1886    | Melbourne, Australien           | Melbourne International Exhibition                                                            |                |                     |                             |                                                                             |
| 1888    | Glasgow, Skottland              | International Exhibition 1888                                                                 |                |                     |                             |                                                                             |
| 1888    | Barcelona, Spanien              | Exposición Universal de Barcelona                                                             |                |                     |                             |                                                                             |
| 1889*   | Paris, Frankrike                | Exposition Universelle 1889                                                                   | 96             | 35                  | 32,2                        | Eiffeltornet, bil, glödlampa                                                |
| 1893*   | Chicago, Illinois, USA          | World Columbian Exposition                                                                    | 290            | 45                  | 27,5                        | blixtlås, den "vita staden" och ett pariserhjul                             |
| 1894    | San Francisco, Kalifornien, USA | California Mid-Winter Exposition                                                              |                |                     |                             |                                                                             |
| 1895    | Atlanta, Georgia, USA           | Cotton states and International Exposition                                                    |                |                     |                             |                                                                             |
| 1897    | Bryssel, Belgien                | Brussels International Exhibition                                                             |                |                     |                             |                                                                             |
| 1900*   | Paris, Frankrike                | Exposition Universelle 1900                                                                   | 230            | 40                  | 50,8                        | rulltrappa, tillsammans med Olympiska sommarspelen 1900                     |
| 1901    | Buffalo, New York, USA          | Pan-American Exposition                                                                       |                |                     |                             |                                                                             |
| 1904    | Saint Louis, Missouri, USA      | Louisiana Purchase Exposition                                                                 | 500            | 60                  | 19,7                        | Louisiana-Monumentet, flygplan, tillsammans med Olympiska sommarspelen 1904 |
| 1905    | Liège, Belgien                  | Liége International Exhibition                                                                |                |                     |                             |                                                                             |
| 1906    | Milano, Italien                 | Milan International Exhibition                                                                |                |                     |                             |                                                                             |
| 1907    | Dublin, Irland                  | Irish International Exhibition 1907                                                           |                |                     |                             |                                                                             |
| 1907    | Hampton Roads, Virginia, USA    | Jamestown Exposition                                                                          |                |                     |                             |                                                                             |
| 1909    | Seattle, Washington, USA        | Alaska-Yukon-Pacific Exposition                                                               |                |                     |                             |                                                                             |
| 1910*   | Bryssel, Belgien                | Exposition Universelle et Internationale de Bruxelles                                         |                |                     |                             |                                                                             |
| 1911    | Turin, Italien                  | Esposizione Internazionale delle Industrie e del lavor                                        |                |                     |                             |                                                                             |
| 1913    | Gent, Belgien                   | Ghent International Exhibition                                                                | 130            | 24                  | 9,5                         |                                                                             |
| 1915*   | San Francisco, Kalifornien, USA | Panama-Pacific International Exposition                                                       | 254            | 29                  | 19                          | Juveltornet, färgfotografi, löpband                                         |
| 1915    | San Diego, Kalifornien, USA     | Panama-California Exposition                                                                  |                |                     |                             |                                                                             |
| 1922    | Rio de Janeiro, Brasilien       | Exposiçāo do Centeniario do Brazil                                                            |                |                     |                             |                                                                             |
| 1924    | Wembley, England                | British Empire Exhibition                                                                     |                |                     |                             |                                                                             |
| 1925    | Paris, Frankrike                | Exposition Internationale des Arts Décoratfs et Industriels Modernes                          |                |                     |                             |                                                                             |
| 1926    | Philadelphia, Pennsylvania      | Sesquicentennial Exposition                                                                   |                |                     |                             | ljudfilm, elektrisk skrivmaskin                                             |
| 1929    | Barcelona, Spanien              | Exposición Internacional de Barcelona                                                         | 118            | 20                  |                             |                                                                             |
| 1929    | Sevilla, Spanien                | Exposición Ibero-Americana                                                                    |                |                     |                             | Parque María Luisa med Plaza de España (Sevilla)                            |
| 1930    | Antwerpen, Belgien              | Exposition Internationale Coloniale, Martime et d'art Flamand                                 |                |                     |                             |                                                                             |
| 1930    | Liège, Belgien                  | Exposition Internationale de la grande Industrie, Sciences et Applications, Art Wallon Ancien |                |                     |                             |                                                                             |
| 1931    | Paris, Frankrike                | Exposition Coloniale Internationale 1931                                                      |                |                     |                             |                                                                             |
| 1933*   | Chicago, Illinois, USA          | Century of Progress International Exposition                                                  | 170            | 15                  | 38,9                        | TV, stora strålkastare                                                      |
| 1935*   | Bryssel, Belgien                | Exposition universelle de 1935                                                                | 125            | 25                  | 20,0                        |                                                                             |
| 1937*   | Paris, Frankrike                | Exposition Internationale des arts et techniques dans la vie moderne                          | 105            | 45                  | 31                          | asbest, plexiglas                                                           |
| 1939*   | New York, USA                   | New York World's Fair 1939 även kallat New York Expo med temat The World of Tomorrow          | 518            | 55                  | 45                          | nylon, robot, Futurama, Trylon och Perisphere                               |
| 1939    | San Francisco, Kalifornien, USA | Golden Gate Exposition eller Golden Gate International Exposition                             |                |                     |                             |                                                                             |
| 1958*   | Bryssel, Belgien                | Expo '58                                                                                      | 200            | 48                  | 41,4                        | Atomium, kärnkraft, dator, sputnik                                          |
| 1959    | Moskva, Sovjetunionen           |                                                                                               |                |                     |                             |                                                                             |
| 1962*   | Seattle, Washington, USA        | Century 21 Exposition                                                                         |                |                     |                             | Space Needle                                                                |
| 1964/65 | New York, USA                   | New York World's Fair                                                                         | 261            |                     | 51,6                        | färg-TV, kärnfusion                                                         |
| 1967*   | Montréal, Kanada                | Expo '67                                                                                      | 400            | 62                  | 50,3                        | Habitat 67, atomur                                                          |
| 1968    | San Antonio, Texas, USA         | Hemisfair '68                                                                                 |                |                     |                             |                                                                             |
| 1970*   | Osaka, Japan                    | Expo '70                                                                                      | 330            | 77                  | 64,2                        | högteknologi                                                                |
| 1974    | Spokane, Washington, USA        | Expo '74                                                                                      |                |                     |                             |                                                                             |
| 1975    | Okinawa, Japan                  | Expo '75                                                                                      |                |                     |                             |                                                                             |
| 1981    | Plovdiv, Bulgarien              | Expo '81                                                                                      |                |                     |                             |                                                                             |
| 1982    | Knoxville, Tennessee, USA       | 1982 World's Fair                                                                             |                |                     |                             | Sunsphere                                                                   |
| 1984    | New Orleans, Louisiana, USA     | 1984 Louisiana World Exposition                                                               |                |                     |                             |                                                                             |
| 1985    | Plovdiv, Bulgarien              |                                                                                               |                |                     |                             |                                                                             |
| 1985    | Tsukuba, Japan                  | Expo '85                                                                                      |                |                     |                             |                                                                             |
| 1986    | Vancouver, Kanada               | Expo '86                                                                                      |                |                     |                             |                                                                             |
| 1988    | Brisbane, Australien            | World Expo '88                                                                                |                |                     |                             |                                                                             |
| 1991    | Plovdiv, Bulgarien              |                                                                                               |                |                     |                             |                                                                             |
| 1992*   | Sevilla, Spanien                | Exposición Universal de Sevilla 1992                                                          | 215            | 111                 | 40                          | La Cartuja, virtuell verklighet                                             |
| 1992    | Genua, Italien                  | Genoa Expo '92                                                                                |                |                     |                             |                                                                             |
| 1993    | Daejeon, Sydkorea               | Expo '93                                                                                      |                |                     |                             |                                                                             |
| 1998    | Lissabon, Portugal              | Expo '98                                                                                      |                |                     |                             |                                                                             |
| 2000*   | Hannover, Tyskland              | Expo 2000                                                                                     | 160            | 182                 | 15                          |                                                                             |
| 2005*   | Aichi, Japan                    | Expo 2005                                                                                     | 200            | 112                 | 22                          |                                                                             |
| 2008    | Zaragoza, Spanien               | Expo 2008                                                                                     |                |                     |                             |                                                                             |
| 2010*   | Shanghai, Kina                  | Expo 2010                                                                                     |                |                     |                             |                                                                             |
| 2012*   | Yeosu, Sydkorea                 | Expo 2012                                                                                     |                |                     |                             |                                                                             |
| 2015    | Milano, Italien                 | Expo 2015                                                                                     |                |                     |                             |                                                                             |
| 2017    | Astana, Kazakstan               | Expo 2017                                                                                     |                |                     |                             |                                                                             |
| 2020    | Dubai, Förenade Arabemiraten    | Expo 2020                                                                                     | 438            | 192                 | 24,1                        |                                                                             |

Not:

* – större utställning listad i BIE:s översikt